# جورج لورينز باور
جورج لورينز باور (بالألمانية: Georg Lorenz Bauer)‏ هو عالم عقيدة ألماني، ولد في 14 أغسطس 1755 في هيلتبولتشتاين في ألمانيا، وتوفي في 13 يناير 1806 في هايدلبرغ في ألمانيا.